# Чебаника, Раиса Дионисовна
Раиса Дионисовна Чебаника (род. 5 июля 1964, село Оланешты, Каушанский район, Молдавская ССР, СССР) — российская теннисистка, паралимпийская чемпионка (2012), чемпионка Европы. Заслуженный мастер спорта России по настольному теннису.

## Биография
Раиса – инвалид детства, диагноз ДЦП. Настольным теннисом начала заниматься ещё в школьные годы. В свободное время увлекается игрой в шашки, шахматы, любит слушать музыку и кататься на велосипеде. Член сборной команды России по настольному теннису с 1998 года, тренируется под руководством Ольги Костиной. Многократная чемпионка России, трёхкратная чемпионка Европы, трёхкратный серебряный призёр чемпионата мира, участница Паралимпийских игр в Афинах 2004 года.